# Panopsis suaveolens
Panopsis suaveolens är en tvåhjärtbladig växtart som först beskrevs av Kl., och fick sitt nu gällande namn av Henri François Pittier. Panopsis suaveolens ingår i släktet Panopsis och familjen Proteaceae. Inga underarter finns listade i Catalogue of Life.